# Liste des maires de Viry-Châtillon
La liste des maires de Viry-Châtillon présente la liste des maires de la commune française de Viry-Châtillon, située dans le département de l'Essonne en région Île-de-France.

## L'Hôtel de ville

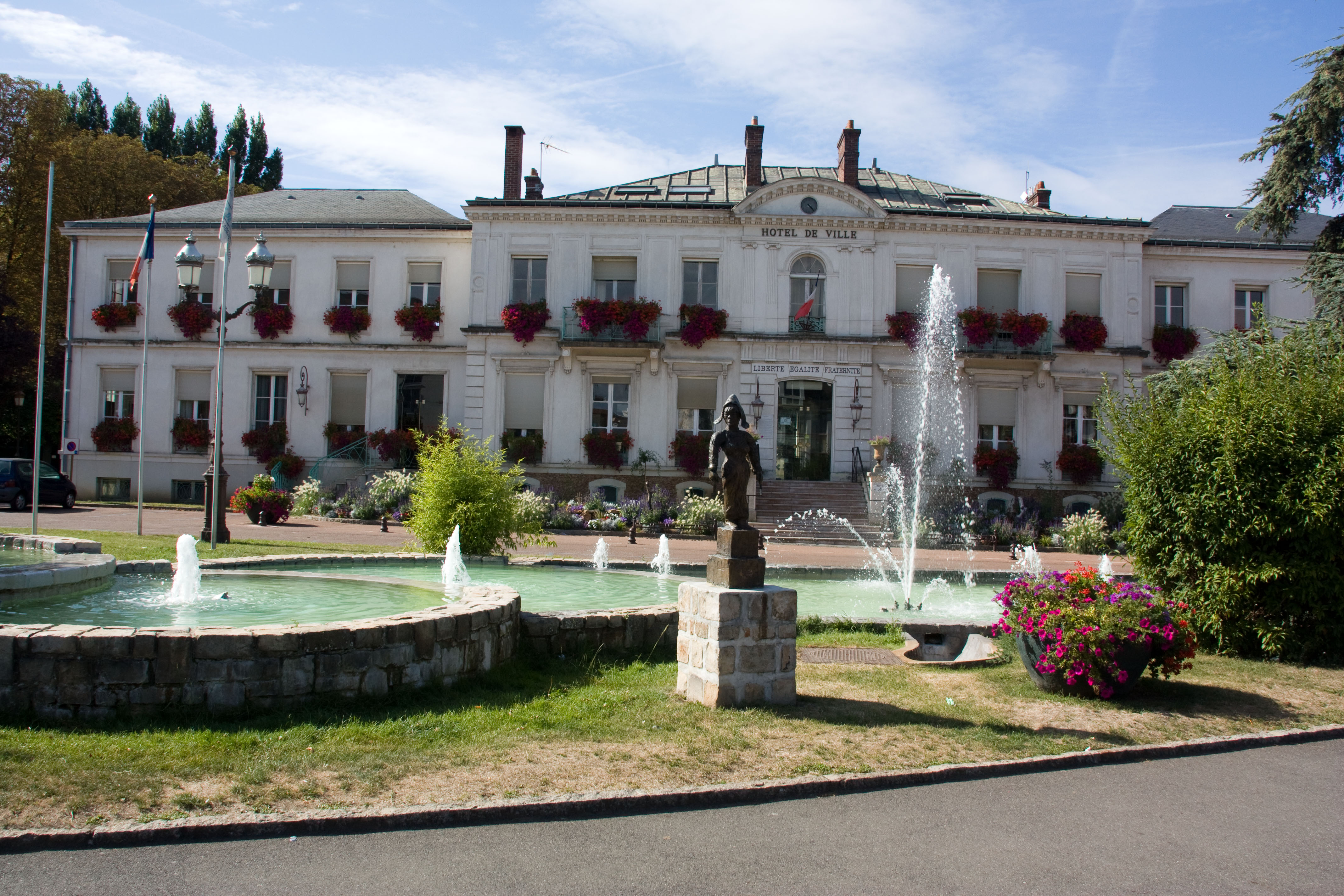
L'hôtel de ville.

## Liste des maires
Trente-neuf maires se sont succédé à la tête de la commune de Viry-Châtillon depuis l'élection du premier en 1790.

### Entre 1790 et 1944
| Période                                  | Période            | Identité                        | Étiquette     | Qualité                                                                        |
| ---------------------------------------- | ------------------ | ------------------------------- | ------------- | ------------------------------------------------------------------------------ |
| 1er février 1790                         | 13 novembre 1791   | Jacques-Louis Larue             |               |                                                                                |
| 13 novembre 1791                         | 9 décembre 1792    | Pierre Nicolas Monprofit        |               |                                                                                |
| 30 décembre 1792                         | 12 février 1795    | Jacques Louis Emery             |               |                                                                                |
| 12 février 1795                          | 17 novembre 1795   | Jacques Charles Ferret          |               |                                                                                |
| 17 novembre 1795                         | 18 août 1800       | Jacques-Louis Larue             |               |                                                                                |
| 18 août 1800                             | 2 mai 1815         | René Botterel-Quintin           |               |                                                                                |
| 2 mai 1815                               | 1839               | Jean-Baptiste Denis François    |               |                                                                                |
| 1839                                     | 1845               | Louis-Benjamin Francœur         |               | Mathématicien                                                                  |
| 1845                                     | 1848               | Félix Capitaine                 |               |                                                                                |
| 1848                                     | 1848               | Jean-Baptiste Bruneau           |               |                                                                                |
| 1848                                     | 1849               | Jean-Baptiste Bonifait          |               |                                                                                |
| 1849                                     | 1852               | Jean-Baptiste Bruneau           |               |                                                                                |
| 1852                                     | 1857               | Jean Aristide Meder             |               |                                                                                |
| 1857                                     | 1859               | Charles Dominique Ernest Benoit |               |                                                                                |
| 1859                                     | 1865               | Théodore Dorothée Ferret        |               |                                                                                |
| 1865                                     | 1870               | Joseph Henri Lamboi             |               |                                                                                |
| 1871                                     | 1875               | Louis Pierre Charles Debondt    |               | Menuisier                                                                      |
| 11 avril 1875                            | 8 octobre 1882     | François Charles Husson         |               |                                                                                |
| 19 novembre 1882                         | 18 mai 1884        | Jean Louis Delarue              |               |                                                                                |
| 18 mai 1884                              | 27 mai 1909        | Maurice Sabatier                |               | Avocat au Conseil d'État                                                       |
| 27 juin 1909                             | 1er février 1914   | Anatole Tocque                  |               |                                                                                |
| 1er février 1914                         | 24 mars 1916       | Maurice Piketty                 |               | Ingénieur des Arts et Manufactures                                             |
| 1916                                     | 10 décembre 1919   | François Rivet                  |               | Premier adjoint faisant office                                                 |
| 10 décembre 1919                         | 17 mai 1925        | Adolphe Durand                  | Rad. soc.     |                                                                                |
| 17 mai 1925                              | 26 novembre 1925   | Édouard Schuler                 | SFIC          | Typographe Suspendu puis révoqué                                               |
| 13 décembre 1925                         | 15 octobre 1930    | Lucien Boissé                   | SFIC puis DVG |                                                                                |
| 29 octobre 1930                          | 30 novembre 1930   | Octave Pouchain                 | DVD           |                                                                                |
| 28 décembre 1930                         | 12 mai 1935        | Louis Alphonse Gersant          | DVD           |                                                                                |
| 12 mai 1935                              | 5 octobre 1939     | André Leblanc                   | SFIC          | Suspension du conseil municipal par le gouvernement Daladier le 5 octobre 1939 |
| 16 novembre 1939                         | 22 juillet 1940    | Gabriel Boucher                 |               | Président de la délégation spéciale                                            |
| 1er octobre 1940                         | 22 avril 1941      | Victor Augustin Brayer          |               | Président de la délégation spéciale                                            |
| 22 avril 1941                            | 1er septembre 1944 | Henri Longuet                   |               | Nommé par arrêté préfectoral en date du 11 avril 1941                          |
| Les données manquantes sont à compléter. |                    |                                 |               |                                                                                |

### Depuis 1944
| Période           | Période                       | Identité                   | Étiquette                      | Qualité |
| ----------------- | ----------------------------- | -------------------------- | ------------------------------ | --- |
| 10 septembre 1944 | 16 février 1946               | André Leblanc (1902-1946)  | PCF                            | Conseiller général de Longjumeau (1945 → 1946) Décédé en fonction |
| 17 mars 1946      | 24 octobre 1947               | Pierre Pasanau             | PCF                            | |
| 24 octobre 1947   | 4 mai 1953                    | Jean Verbeurgt (1904-1968) | PCF                            | Électricien |
| 4 mai 1953        | 19 mars 1989                  | Henri Longuet              | CNIP puis CD puis CDS puis DVD | Industriel Député de Seine-et-Oise (15e circ.) (1958 → 1962) Conseiller général de Longjumeau (1958 → 1964) Conseiller général de Viry-Châtillon (1967 → 1982)                                                                                    |
| 19 mars 1989      | 25 juin 1995                  | Jacques Chastel            | UDF                            | Ingénieur Conseiller général de Viry-Châtillon (1982 → 2001) |
| 25 juin 1995      | 12 janvier 2006               | Gabriel Amard              | PS                             | Formateur Conseiller régional d'Île-de-France (1998 → 2001) Conseiller général de Viry-Châtillon (2001 → 2008) Vice-président du conseil général de l'Essonne (2001 → 2004) Président de la CA Les Lacs de l’Essonne (2004 → 2014) Démissionnaire |
| 12 janvier 2006   | 5 avril 2014                  | Simone Mathieu             | PS puis PG                     | Retraitée de la fonction publique |
| 5 avril 2014      | En cours (au 12 juillet 2024) | Jean-Marie Vilain          | UDI-NC puis LC                 | Fonctionnaire de catégorie C à l'Assemblée nationale Conseiller régional d'Île-de-France (2021 → ) Vice-président de l'EPT Grand-Orly Seine Bièvre (2016 → ) Suppléant du député Robin Reda (2017 → 2024) Réélu pour le mandat 2020-2026          |

## Conseil municipal actuel
Les 39 sièges composant le conseil municipal de Viry-Châtillon ont été pourvus le 15 mars 2020 lors du premier tour de scrutin. Actuellement, il est réparti comme suit : 